# ويليام فين (دراج)
ويليام فين (بالإنجليزية: William Fenn)‏ هو دراج أمريكي، ولد في 14 سبتمبر 1904 في نيوآرك في الولايات المتحدة، وتوفي في ديسمبر 1980.

## وصلات خارجية
- ويليام فين على موقع أرشيف الدراجات (الإنجليزية)
- ويليام فين على موقع أوليمبيديا (الإنجليزية)